# Distrito electoral de Tacna
Tacna es uno de los 27 distritos electorales representados en el Congreso de la República del Perú. La circunscripción elige actualmente a 2 congresistas. Sus límites corresponden a los del departamento de Tacna. El sistema electoral utiliza el método D'Hondt y una representación proporcional con doble voto preferencial opcional.

## Representantes
| 2 |

| 1 | 1 |

| 1 | 1 |

| 1 | 1 |

| 1 | 1 |

| 2 |

| 1 | 1 |

| 1 | 1 |

| 2 |

## Elecciones

### Elecciones parlamentarias de 2021
| Partidos y coaliciones | Partidos y coaliciones                    | Voto popular | Voto popular | Voto popular | Escaños | Escaños |
| Partidos y coaliciones | Partidos y coaliciones                    | Votos        | %            | ±pp          | Total   | +/−     |
| ---------------------- | ----------------------------------------- | ------------ | ------------ | ------------ | ------- | ------- |
|                        | Perú Libre (PL)                           | 41,680       | 23.96        | +20.45       | 2       | +2      |
|                        | Acción Popular (AP)                       | 20,371       | 11.71        | +0.27        | 0       | ±0      |
|                        | Podemos Perú (PP)                         | 16,577       | 9.53         | +6.86        | 0       | ±0      |
|                        | Avanza País (AvP)                         | 13,219       | 7.60         | +5.21        | 0       | ±0      |
|                        | Juntos por el Perú (JP)                   | 12,045       | 6.92         | +2.17        | 0       | ±0      |
|                        | Renovación Popular (RP)                   | 11,943       | 6.87         | Nuevo        | 0       | ±0      |
|                        | Victoria Nacional (VN)                    | 9,559        | 5.50         | Nuevo        | 0       | ±0      |
|                        | Alianza para el Progreso (APP)            | 8,694        | 5.00         | +1.66        | 0       | ±0      |
|                        | Frente Popular Agrícola del Perú (Frepap) | 7,174        | 4.12         | –8.54        | 0       | –1      |
|                        | Fuerza Popular (FP)                       | 6,336        | 3.64         | +1.07        | 0       | ±0      |
|                        | Partido Morado (PM)                       | 5,983        | 3.44         | –1.58        | 0       | ±0      |
|                        | Unión por el Perú (UPP)                   | 5,238        | 3.01         | –14.18       | 0       | –1      |
|                        | Somos Perú (SP)                           | 4,907        | 2.82         | –0.99        | 0       | ±0      |
|                        | Partido Nacionalista Peruano (PNP)        | 3,382        | 1.94         | n/a          | 0       | ±0      |
|                        | Partido Popular Cristiano (PPC)           | 1,836        | 1.06         | –4.79        | 0       | ±0      |
|                        | Frente Amplio (FA)                        | 1,702        | 0.98         | –6.11        | 0       | ±0      |
|                        | Democracia Directa (DD)                   | 1,383        | 0.78         | –3.50        | 0       | ±0      |
|                        | Perú Patria Segura (PPS)                  | 1,035        | 0.60         | –0.96        | 0       | ±0      |
|                        | Renacimiento Unido Nacional (RUNA)        | 907          | 0.52         | –1.64        | 0       | ±0      |
|                        |                                           |              |              |              |         |         |
| Total                  | Total                                     | 173,971      |              |              | 2       | ±0      |
|                        |                                           |              |              |              |         |         |
| Votos válidos          | Votos válidos                             | 173,971      | 79.04        | –2.81        |         |         |
| Votos en blanco        | Votos en blanco                           | 18,978       | 8.62         | +7.10        |         |         |
| Votos nulos            | Votos nulos                               | 27,148       | 12.34        | –4.29        |         |         |
| Votos emitidos         | Votos emitidos                            | 220,097      | 77.78        | –3.34        |         |         |
| Abstenciones           | Abstenciones                              | 62,877       | 22.22        | +3.34        |         |         |
| Votantes registrados   | Votantes registrados                      | 282,974      |              |              |         |         |
|                        |                                           |              |              |              |         |         |
| Fuente:                |                                           |              |              |              |         |         |

### Elecciones parlamentarias de 2020
| Partidos y coaliciones | Partidos y coaliciones                    | Voto popular | Voto popular | Voto popular | Escaños | Escaños |
| Partidos y coaliciones | Partidos y coaliciones                    | Votos        | %            | ±pp          | Total   | +/−     |
| --- | ----------------------------------------- | ------------ | ------------ | ------------ | ------- | ------- |
| | Unión por el Perú1 (UPP)                  | 31,640       | 17.19        | n/a          | 1       | +1      |
| | Frente Popular Agrícola del Perú (Frepap) | 23,288       | 12.66        | Nuevo        | 1       | +1      |
| | Acción Popular (AP)                       | 21,061       | 11.45        | –0.56        | 0       | ±0      |
| | Frente Amplio (FA)                        | 13,049       | 7.09         | –28.03       | 0       | –1      |
| | Partido Popular Cristiano2 (PPC)          | 10,767       | 5.85         | n/a          | 0       | ±0      |
| | Partido Morado (PM)                       | 9,244        | 5.02         | Nuevo        | 0       | ±0      |
| | Juntos por el Perú (JP)                   | 8,748        | 4.75         | Nuevo        | 0       | ±0      |
| | Democracia Directa (DD)                   | 7,875        | 4.28         | –1.08        | 0       | ±0      |
| | Vamos Perú2 (VP)                          | 7,531        | 4.09         | n/a          | 0       | ±0      |
| | Somos Perú3 (SP)                          | 7,013        | 3.81         | n/a          | 0       | ±0      |
| | Perú Libre (PL)                           | 6,466        | 3.51         | Nuevo        | 0       | ±0      |
| | Alianza para el Progreso3 (APP)           | 6,151        | 3.34         | n/a          | 0       | ±0      |
| | Contigo4 (C)                              | 5,564        | 3.02         | –10.64       | 0       | ±0      |
| | Podemos Perú (PP)                         | 4,920        | 2.67         | Nuevo        | 0       | ±0      |
| | Fuerza Popular (FP)                       | 4,723        | 2.57         | –17.98       | 0       | –1      |
| | Avanza País (AvP)                         | 4,402        | 2.39         | Nuevo        | 0       | ±0      |
| | Renacimiento Unido Nacional (RUNA)        | 3,980        | 2.16         | Nuevo        | 0       | ±0      |
| | Perú Nación (PN)                          | 3,134        | 1.70         | Nuevo        | 0       | ±0      |
| | Perú Patria Segura (PPS)                  | 2,868        | 1.56         | Nuevo        | 0       | ±0      |
| | Partido Aprista Peruano2 (APRA)           | 1,598        | 0.87         | n/a          | 0       | ±0      |
| |                                           |              |              |              |         |         |
| Total | Total                                     | 184,022      |              |              | 2       | ±0      |
| |                                           |              |              |              |         |         |
| Votos válidos | Votos válidos                             | 184,022      | 81.85        | +13.13       |         |         |
| Votos en blanco | Votos en blanco                           | 3,417        | 1.52         | –9.91        |         |         |
| Votos nulos | Votos nulos                               | 37,387       | 16.63        | –3.22        |         |         |
| Votos emitidos | Votos emitidos                            | 224,826      | 81.12        | –5.34        |         |         |
| Abstenciones | Abstenciones                              | 52,325       | 18.88        | +5.34        |         |         |
| Votantes registrados | Votantes registrados                      | 277,151      |              |              |         |         |
| |                                           |              |              |              |         |         |
| Fuente: |                                           |              |              |              |         |         |
| Notas al pie: 1 Dentro de la coalición Alianza Solidaridad Nacional en las elecciones de 2016 (retiraron su candidatura). 2 Dentro de la coalición Alianza Popular en las elecciones de 2016. 3 Dentro de la coalición Alianza para el Progreso del Perú en las elecciones de 2016. 4 Comparado con los resultados de su partido antecesor Peruanos por el Kambio en las elecciones de 2016. |                                           |              |              |              |         |         |
| Notas al pie: |                                           |              |              |              |         |         |
| 1 Dentro de la coalición Alianza Solidaridad Nacional en las elecciones de 2016 (retiraron su candidatura). 2 Dentro de la coalición Alianza Popular en las elecciones de 2016. 3 Dentro de la coalición Alianza para el Progreso del Perú en las elecciones de 2016. 4 Comparado con los resultados de su partido antecesor Peruanos por el Kambio en las elecciones de 2016.               |                                           |              |              |              |         |         |

### Elecciones parlamentarias de 2016
| Partidos y coaliciones | Partidos y coaliciones                         | Voto popular | Voto popular | Voto popular | Escaños | Escaños |
| Partidos y coaliciones | Partidos y coaliciones                         | Votos        | %            | ±pp          | Total   | +/−     |
| --- | ---------------------------------------------- | ------------ | ------------ | ------------ | ------- | ------- |
| | Frente Amplio (FA)                             | 52,910       | 35.12        | Nuevo        | 1       | +1      |
| | Fuerza Popular1 (FP)                           | 30,953       | 20.55        | +8.16        | 1       | +1      |
| | Peruanos por el Kambio (PPK)                   | 20,571       | 13.66        | Nuevo        | 0       | ±0      |
| | Acción Popular2 (AP)                           | 18,084       | 12.01        | n/a          | 0       | ±0      |
| | Alianza para el Progreso del Perú3 (APP–RN–SP) | 10,283       | 6.83         | n/a          | 0       | ±0      |
| | Democracia Directa4 (DD)                       | 8,077        | 5.36         | +3.96        | 0       | ±0      |
| | Alianza Popular5 (APRA–PPC–VP)                 | 4,710        | 3.13         | n/a          | 0       | ±0      |
| | Frente Esperanza (FE)                          | 3,102        | 2.06         | Nuevo        | 0       | ±0      |
| | Perú Posible2 (PP)                             | 1,095        | 0.73         | n/a          | 0       | ±0      |
| | Progresando Perú (PrP)                         | 851          | 0.57         | Nuevo        | 0       | ±0      |
| |                                                |              |              |              |         |         |
| Total | Total                                          | 150,636      |              |              | 2       | ±0      |
| |                                                |              |              |              |         |         |
| Votos válidos | Votos válidos                                  | 150,636      | 68.72        | –13.90       |         |         |
| Votos en blanco | Votos en blanco                                | 25,056       | 11.43        | +3.61        |         |         |
| Votos nulos | Votos nulos                                    | 43,506       | 19.85        | +10.29       |         |         |
| Votos emitidos | Votos emitidos                                 | 219,198      | 86.46        | –2.86        |         |         |
| Abstenciones | Abstenciones                                   | 34,326       | 13.54        | +2.86        |         |         |
| Votantes registrados | Votantes registrados                           | 253,524      |              |              |         |         |
| |                                                |              |              |              |         |         |
| Fuente: |                                                |              |              |              |         |         |
| Notas al pie: 1 Comparado con los resultados de su partido antecesor Fuerza 2011 en las elecciones de 2011. 2 Dentro de la coalición Alianza Electoral Perú Posible en las elecciones de 2011. 3 Comparado con los resultados de Alianza para el Progreso , Restauración Nacional (ambos dentro de la coalición Alianza por el Gran Cambio ) y Somos Perú (dentro de la coalición Alianza Electoral Perú Posible ) en las elecciones de 2011. 4 Comparado con los resultados de su partido antecesor Fonavistas del Perú en las elecciones de 2011. 5 Comparado con los resultados del Partido Aprista Peruano y el Partido Popular Cristiano en las elecciones de 2011. |                                                |              |              |              |         |         |
| Notas al pie: |                                                |              |              |              |         |         |
| 1 Comparado con los resultados de su partido antecesor Fuerza 2011 en las elecciones de 2011. 2 Dentro de la coalición Alianza Electoral Perú Posible en las elecciones de 2011. 3 Comparado con los resultados de Alianza para el Progreso, Restauración Nacional (ambos dentro de la coalición Alianza por el Gran Cambio) y Somos Perú (dentro de la coalición Alianza Electoral Perú Posible) en las elecciones de 2011. 4 Comparado con los resultados de su partido antecesor Fonavistas del Perú en las elecciones de 2011. 5 Comparado con los resultados del Partido Aprista Peruano y el Partido Popular Cristiano en las elecciones de 2011.                  |                                                |              |              |              |         |         |

### Elecciones parlamentarias de 2011
| Partidos y coaliciones | Partidos y coaliciones                       | Voto popular | Voto popular | Voto popular | Escaños | Escaños |
| Partidos y coaliciones | Partidos y coaliciones                       | Votos        | %            | ±pp          | Total   | +/−     |
| --- | -------------------------------------------- | ------------ | ------------ | ------------ | ------- | ------- |
| | Gana Perú1 (PNP–PS–PCP–PSR)                  | 78,529       | 49.08        | +48.07       | 2       | +2      |
| | Fuerza 20112 (F2011)                         | 19,826       | 12.39        | +9.26        | 0       | ±0      |
| | Solidaridad Nacional3 (SN–UPP–C90–SU–TPP)    | 17,492       | 10.93        | n/a          | 0       | –1      |
| | Alianza por el Gran Cambio4 (APP–PPC–PHP–RN) | 14,941       | 9.34         | n/a          | 0       | ±0      |
| | Perú Posible5 (PP–AP–SP)                     | 14,701       | 9.19         | –3.48        | 0       | ±0      |
| | Partido Aprista Peruano (APRA)               | 5,438        | 3.40         | –16.37       | 0       | –1      |
| | Cambio Radical (CR)                          | 3,823        | 2.39         | Nuevo        | 0       | ±0      |
| | Fonavistas del Perú (FP)                     | 2,238        | 1.40         | Nuevo        | 0       | ±0      |
| | Fuerza Social (FS)                           | 1,517        | 0.95         | Nuevo        | 0       | ±0      |
| | Fuerza Nacional (FN)                         | 1,277        | 0.80         | Nuevo        | 0       | ±0      |
| | Adelante (Adelante)                          | 207          | 0.13         | Nuevo        | 0       | ±0      |
| |                                              |              |              |              |         |         |
| Total | Total                                        | 159,989      |              |              | 2       | ±0      |
| |                                              |              |              |              |         |         |
| Votos válidos | Votos válidos                                | 159,989      | 82.62        | +1.68        |         |         |
| Votos en blanco | Votos en blanco                              | 15,147       | 7.82         | –1.83        |         |         |
| Votos nulos | Votos nulos                                  | 18,505       | 9.56         | +0.15        |         |         |
| Votos emitidos | Votos emitidos                               | 193,641      | 89.32        | –3.13        |         |         |
| Abstenciones | Abstenciones                                 | 23,143       | 10.68        | +3.13        |         |         |
| Votantes registrados | Votantes registrados                         | 216,784      |              |              |         |         |
| |                                              |              |              |              |         |         |
| Fuente: |                                              |              |              |              |         |         |
| Notas al pie: 1 Comparado con los resultados del Partido Socialista en las elecciones de 2006. 2 Comparado con los resultados de la coalición Alianza por el Futuro en las elecciones de 2006. 3 Comparado con los resultados del partido Unión por el Perú y Solidaridad Nacional (dentro de Unidad Nacional ) en las elecciones de 2006. 4 Comparado con los resultados del Partido Popular Cristiano (dentro de Unidad Nacional ) en las elecciones de 2006. 5 Comparado con los resultados del partido Perú Posible y la alianza Frente de Centro en las elecciones de 2006. |                                              |              |              |              |         |         |
| Notas al pie: |                                              |              |              |              |         |         |
| 1 Comparado con los resultados del Partido Socialista en las elecciones de 2006. 2 Comparado con los resultados de la coalición Alianza por el Futuro en las elecciones de 2006. 3 Comparado con los resultados del partido Unión por el Perú y Solidaridad Nacional (dentro de Unidad Nacional) en las elecciones de 2006. 4 Comparado con los resultados del Partido Popular Cristiano (dentro de Unidad Nacional) en las elecciones de 2006. 5 Comparado con los resultados del partido Perú Posible y la alianza Frente de Centro en las elecciones de 2006.                 |                                              |              |              |              |         |         |

### Elecciones parlamentarias de 2006
| Partidos y coaliciones | Partidos y coaliciones                            | Voto popular | Voto popular | Voto popular | Escaños | Escaños |
| Partidos y coaliciones | Partidos y coaliciones                            | Votos        | %            | ±pp          | Total   | +/−     |
| --- | ------------------------------------------------- | ------------ | ------------ | ------------ | ------- | ------- |
| | Unión por el Perú (UPP)                           | 41,240       | 31.97        | +22.60       | 1       | +1      |
| | Partido Aprista Peruano (APRA)                    | 25,510       | 19.77        | +5.57        | 1       | +1      |
| | Unidad Nacional (PPC–SN–RN)                       | 16,083       | 12.47        | –6.60        | 0       | –1      |
| | Frente de Centro1 (AP–SP–CNI)                     | 14,812       | 11.48        | +3.29        | 0       | ±0      |
| | Avanza País - Partido de Integración Social (AvP) | 12,220       | 9.47         | Nuevo        | 0       | ±0      |
| | Justicia Nacional (JN)                            | 4,734        | 3.67         | Nuevo        | 0       | ±0      |
| | Alianza por el Futuro2 (C90–NM–SC)                | 4,039        | 3.13         | +1.09        | 0       | ±0      |
| | Perú Posible (PP)                                 | 1,538        | 1.19         | –25.55       | 0       | –1      |
| | Fuerza Democrática (FD)                           | 1,374        | 1.07         | Nuevo        | 0       | ±0      |
| | Partido Socialista (PS)                           | 1,306        | 1.01         | Nuevo        | 0       | ±0      |
| | Frente Independiente Moralizador (FIM)            | 1,095        | 0.85         | –12.92       | 0       | ±0      |
| | Frente Popular Agrícola del Perú (Frepap)         | 873          | 0.68         | n/a          | 0       | ±0      |
| | Con Fuerza Perú                                   | 803          | 0.62         | Nuevo        | 0       | ±0      |
| | Concertación Descentralista (PDS–MHP)             | 759          | 0.59         | Nuevo        | 0       | ±0      |
| | Alianza para el Progreso (APP)                    | 747          | 0.58         | Nuevo        | 0       | ±0      |
| | Reconstrucción Democrática                        | 722          | 0.56         | Nuevo        | 0       | ±0      |
| | Movimiento Nueva Izquierda (MNI)                  | 580          | 0.45         | Nuevo        | 0       | ±0      |
| | Resurgimiento Peruano                             | 578          | 0.45         | Nuevo        | 0       | ±0      |
| |                                                   |              |              |              |         |         |
| Total | Total                                             | 129,013      |              |              | 2       | ±0      |
| |                                                   |              |              |              |         |         |
| Votos válidos | Votos válidos                                     | 129,013      | 80.94        | –1.86        |         |         |
| Votos en blanco | Votos en blanco                                   | 15,374       | 9.65         | +1.97        |         |         |
| Votos nulos | Votos nulos                                       | 15,016       | 9.41         | –0.11        |         |         |
| Votos emitidos | Votos emitidos                                    | 159,403      | 92.45        | +3.78        |         |         |
| Abstenciones | Abstenciones                                      | 13,024       | 7.55         | –3.78        |         |         |
| Votantes registrados | Votantes registrados                              | 172,427      |              |              |         |         |
| |                                                   |              |              |              |         |         |
| Fuente: |                                                   |              |              |              |         |         |
| Notas al pie: 1 Comparado con los resultados de los partidos Acción Popular y Somos Perú en las elecciones de 2001. 2 Comparado con los resultados de los partidos Cambio 90 – Nueva Mayoría y Solución Popular ( Sí Cumple ) en las elecciones de 2001. |                                                   |              |              |              |         |         |
| Notas al pie: |                                                   |              |              |              |         |         |
| 1 Comparado con los resultados de los partidos Acción Popular y Somos Perú en las elecciones de 2001. 2 Comparado con los resultados de los partidos Cambio 90–Nueva Mayoría y Solución Popular (Sí Cumple) en las elecciones de 2001.                   |                                                   |              |              |              |         |         |

### Elecciones parlamentarias de 2001
| Partidos y coaliciones | Partidos y coaliciones                 | Voto popular | Voto popular | Voto popular | Escaños | Escaños |
| Partidos y coaliciones | Partidos y coaliciones                 | Votos        | %            | ±pp          | Total   | +/−     |
| ---------------------- | -------------------------------------- | ------------ | ------------ | ------------ | ------- | ------- |
|                        | Perú Posible (PP)                      | 28,749       | 26.74        | n/a          | 1       | n/a     |
|                        | Unidad Nacional (PPC–SN–RN–CR)         | 20,496       | 19.07        | n/a          | 1       | n/a     |
|                        | Partido Aprista Peruano (APRA)         | 15,263       | 14.20        | n/a          | 0       | n/a     |
|                        | Frente Independiente Moralizador (FIM) | 14,804       | 13.77        | n/a          | 0       | n/a     |
|                        | Unión por el Perú (UPP)                | 10,074       | 9.37         | n/a          | 0       | n/a     |
|                        | Todos por la Victoria (TpV)            | 5,197        | 4.83         | n/a          | 0       | n/a     |
|                        | Acción Popular (AP)                    | 4,899        | 4.56         | n/a          | 0       | n/a     |
|                        | Somos Perú (SP)                        | 3,903        | 3.63         | n/a          | 0       | n/a     |
|                        | Cambio 90–Nueva Mayoría (C90–NM)       | 1,222        | 1.14         | n/a          | 0       | n/a     |
|                        | Proyecto País (PrP)                    | 1,149        | 1.07         | n/a          | 0       | n/a     |
|                        | Solución Popular (SoP)                 | 964          | 0.90         | n/a          | 0       | n/a     |
|                        | Renacimiento Andino (RA)               | 781          | 0.73         | n/a          | 0       | n/a     |
|                        |                                        |              |              |              |         |         |
| Total                  | Total                                  | 107,501      |              |              | 2       | n/a     |
|                        |                                        |              |              |              |         |         |
| Votos válidos          | Votos válidos                          | 107,501      | 82.80        | n/a          |         |         |
| Votos en blanco        | Votos en blanco                        | 9,977        | 7.68         | n/a          |         |         |
| Votos nulos            | Votos nulos                            | 12,362       | 9.52         | n/a          |         |         |
| Votos emitidos         | Votos emitidos                         | 129,840      | 88.67        | n/a          |         |         |
| Abstenciones           | Abstenciones                           | 16,589       | 11.33        | n/a          |         |         |
| Votantes registrados   | Votantes registrados                   | 146,429      |              |              |         |         |
|                        |                                        |              |              |              |         |         |
| Fuente:                |                                        |              |              |              |         |         |

### Elecciones parlamentarias de 2000
Elecciones parlamentarias en distrito electoral nacional único

### Elecciones parlamentarias de 1995
Elecciones parlamentarias en distrito electoral nacional único

### Elecciones parlamentarias de 1990
| Partidos y coaliciones | Partidos y coaliciones                                     | Voto popular | Voto popular | Voto popular | Escaños | Escaños |
| Partidos y coaliciones | Partidos y coaliciones                                     | Votos        | %            | ±pp          | Total   | +/−     |
| --- | ---------------------------------------------------------- | ------------ | ------------ | ------------ | ------- | ------- |
| | Frente Tacneñista                                          | 17,642       | 42.11        | Nuevo        | 1       | +1      |
| | Frente Democrático1 (Movimiento Libertad–PPC–AP)           | 13,002       | 31.03        | n/a          | 1       | +1      |
| | Partido Aprista Peruano (APRA)                             | 3,884        | 9.27         | –23.51       | 0       | –1      |
| | Izquierda Unida (IU)                                       | 3,673        | 8.77         | –26.13       | 0       | –1      |
| | Frente Nacional de Trabajadores y Campesinos2 (Frenatraca) | 1,633        | 3.90         | –1.19        | 0       | ±0      |
| | Izquierda Socialista (IS)                                  | 1,141        | 2.72         | Nuevo        | 0       | ±0      |
| | Movimiento Democrático Independiente                       | 675          | 1.61         | Nuevo        | 0       | ±0      |
| | Frente Popular Agrícola del Perú (Frepap)                  | 150          | 0.36         | Nuevo        | 0       | ±0      |
| | Unión Democrática                                          | 100          | 0.24         | Nuevo        | 0       | ±0      |
| |                                                            |              |              |              |         |         |
| Total | Total                                                      | 41,900       |              |              | 2       | ±0      |
| |                                                            |              |              |              |         |         |
| Votos válidos | Votos válidos                                              | 41,900       | 100.00       | ±0.00        |         |         |
| Votos en blanco | Votos en blanco                                            | 0            | 0.00         | ±0.00        |         |         |
| Votos nulos | Votos nulos                                                | 0            | 0.00         | ±0.00        |         |         |
| Votos emitidos | Votos emitidos                                             | 41,900       | n/d          | n/a          |         |         |
| Abstenciones | Abstenciones                                               | n/d          | n/d          | n/a          |         |         |
| Votantes registrados | Votantes registrados                                       | n/d          |              |              |         |         |
| |                                                            |              |              |              |         |         |
| Fuente: |                                                            |              |              |              |         |         |
| Notas al pie: 1 Comparado con los resultados del Partido Popular Cristiano (dentro de la coalición Convergencia Democrática ) y Acción Popular en las elecciones de 1985. 2 Comparado con los resultados de Izquierda Nacionalista (IN) en las elecciones de 1985. |                                                            |              |              |              |         |         |
| Notas al pie: |                                                            |              |              |              |         |         |
| 1 Comparado con los resultados del Partido Popular Cristiano (dentro de la coalición Convergencia Democrática) y Acción Popular en las elecciones de 1985. 2 Comparado con los resultados de Izquierda Nacionalista (IN) en las elecciones de 1985.                |                                                            |              |              |              |         |         |

### Elecciones parlamentarias de 1985
| Partidos y coaliciones | Partidos y coaliciones                       | Voto popular | Voto popular | Voto popular | Escaños | Escaños |
| Partidos y coaliciones | Partidos y coaliciones                       | Votos        | %            | ±pp          | Total   | +/−     |
| --- | -------------------------------------------- | ------------ | ------------ | ------------ | ------- | ------- |
| | Izquierda Unida1 (UNIR–UDP–PRT–UI–FOCEP–APS) | 20,129       | 34.90        | –1.83        | 1       | +1      |
| | Partido Aprista Peruano (APRA)               | 18,906       | 32.78        | +19.93       | 1       | +1      |
| | Convergencia Democrática2 (PPC–MBH)          | 9,158        | 15.88        | +9.80        | 0       | ±0      |
| | Acción Popular (AP)                          | 4,419        | 7.66         | –32.87       | 0       | –2      |
| | Izquierda Nacionalista3 (IN)                 | 2,933        | 5.09         | +1.27        | 0       | ±0      |
| | Frente Democrático de Unidad Nacional (FUN)  | 1,844        | 3.20         | Nuevo        | 0       | ±0      |
| | Partido Socialista de los Trabajadores (PST) | 284          | 0.49         | Nuevo        | 0       | ±0      |
| |                                              |              |              |              |         |         |
| Total | Total                                        | 57,673       |              |              | 2       | ±0      |
| |                                              |              |              |              |         |         |
| Votos válidos | Votos válidos                                | 57,673       | 100.00       | +18.93       |         |         |
| Votos en blanco | Votos en blanco                              | 0            | 0.00         | –8.62        |         |         |
| Votos nulos | Votos nulos                                  | 0            | 0.00         | –10.31       |         |         |
| Votos emitidos | Votos emitidos                               | 57,673       | 79.97        | n/a          |         |         |
| Abstenciones | Abstenciones                                 | 14,442       | 20.03        | n/a          |         |         |
| Votantes registrados | Votantes registrados                         | 72,115       |              |              |         |         |
| |                                              |              |              |              |         |         |
| Fuente: |                                              |              |              |              |         |         |
| Notas al pie: 1 Comparado con los resultados de los partidos Unión de Izquierda Revolucionaria (PCP-PR–PCR–VR–FLN), Unidad Democrático Popular (UDP), Partido Revolucionario de los Trabajadores (PRT), Unidad de Izquierda (UI), el Frente Obrero Campesino Estudiantil y Popular (FOCEP) y Acción Política Socialista (APS) en las elecciones de 1980. 2 Comparado con los resultados del Partido Popular Cristiano (PPC) en las elecciones de 1980. 3 Comparado con los resultados del Frente Nacional de Trabajadores y Campesinos (Frenatraca) en las elecciones de 1980. |                                              |              |              |              |         |         |
| Notas al pie: |                                              |              |              |              |         |         |
| 1 Comparado con los resultados de los partidos Unión de Izquierda Revolucionaria (PCP-PR–PCR–VR–FLN), Unidad Democrático Popular (UDP), Partido Revolucionario de los Trabajadores (PRT), Unidad de Izquierda (UI), el Frente Obrero Campesino Estudiantil y Popular (FOCEP) y Acción Política Socialista (APS) en las elecciones de 1980. 2 Comparado con los resultados del Partido Popular Cristiano (PPC) en las elecciones de 1980. 3 Comparado con los resultados del Frente Nacional de Trabajadores y Campesinos (Frenatraca) en las elecciones de 1980.               |                                              |              |              |              |         |         |

### Elecciones parlamentarias de 1980
| Partidos y coaliciones | Partidos y coaliciones                                    | Voto popular | Voto popular | Voto popular | Escaños | Escaños |
| Partidos y coaliciones | Partidos y coaliciones                                    | Votos        | %            | ±pp          | Total   | +/−     |
| ---------------------- | --------------------------------------------------------- | ------------ | ------------ | ------------ | ------- | ------- |
|                        | Acción Popular (AP)                                       | 16,019       | 40.53        | n/a          | 2       | n/a     |
|                        | Partido Revolucionario de los Trabajadores (PRT)          | 6,662        | 16.85        | n/a          | 0       | n/a     |
|                        | Partido Aprista Peruano (APRA)                            | 5,079        | 12.85        | n/a          | 0       | n/a     |
|                        | Unión de Izquierda Revolucionaria (PCP-PR–PCR–VR–FLN)     | 3,542        | 8.96         | n/a          | 0       | n/a     |
|                        | Unidad Democrático Popular (UDP)                          | 2,834        | 7.17         | n/a          | 0       | n/a     |
|                        | Partido Popular Cristiano (PPC)                           | 2,404        | 6.08         | n/a          | 0       | n/a     |
|                        | Frente Nacional de Trabajadores y Campesinos (Frenatraca) | 1,508        | 3.82         | n/a          | 0       | n/a     |
|                        | Unidad de Izquierda (UI)                                  | 1,481        | 3.75         | n/a          | 0       | n/a     |
|                        |                                                           |              |              |              |         |         |
| Total                  | Total                                                     | 39,529       |              |              | 2       | n/a     |
|                        |                                                           |              |              |              |         |         |
| Votos válidos          | Votos válidos                                             | 39,529       | 81.07        | n/a          |         |         |
| Votos en blanco        | Votos en blanco                                           | 4,203        | 8.62         | n/a          |         |         |
| Votos nulos            | Votos nulos                                               | 5,028        | 10.31        | n/a          |         |         |
| Votos emitidos         | Votos emitidos                                            | 48,760       | n/d          | n/a          |         |         |
| Abstenciones           | Abstenciones                                              | n/d          | n/d          | n/a          |         |         |
| Votantes registrados   | Votantes registrados                                      | n/d          |              |              |         |         |
|                        |                                                           |              |              |              |         |         |
| Fuente:                |                                                           |              |              |              |         |         |